# Спасательное судно

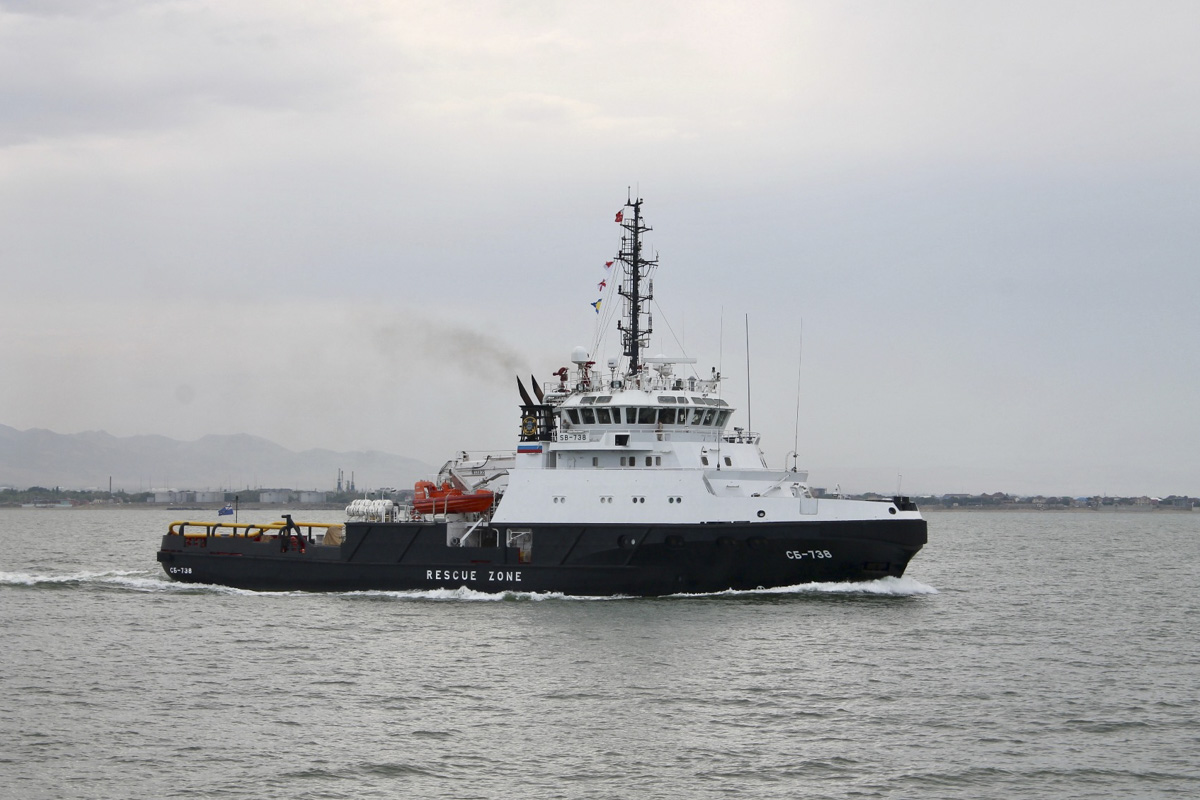
Спасательное буксирное судно «СБ-738» проекта 22870

Спаса́тельное су́дно — судно вспомогательного назначения, служащее для помощи терпящим бедствие судам, для подъёма затонувших подводных лодок. Спасательные суда обладают высокой скоростью хода, имеют оборудование для выполнения поисково-спасательных работ, противопожарные и водоотливные средства, оборудование для надводного и подводного ремонта, средствами для снятия людей, грузоподъёмными устройствами.
Бывают универсальными и ограниченного назначения: буксиры-спасатели, пожарные суда, суда для спасания затонувших подводных лодок. 
На спасательных судах предусматриваются каюты для спасённых людей, помещения для снятого ценного имущества, аварийная мастерская. У спасательных судов обычно малая осадка, необходимая для работы на мелководье, они обладают высокой скоростью (30—40 км/ч) и хорошими мореходными качествами, позволяющими работать в любую погоду.
Спасательные судна входят в состав специальных береговых служб, организованных в районах с затруднённым судоходством и интенсивным движением судов. Также используются портовыми аварийно-спасательными службами.